# Аспирационный психрометр Ассмана

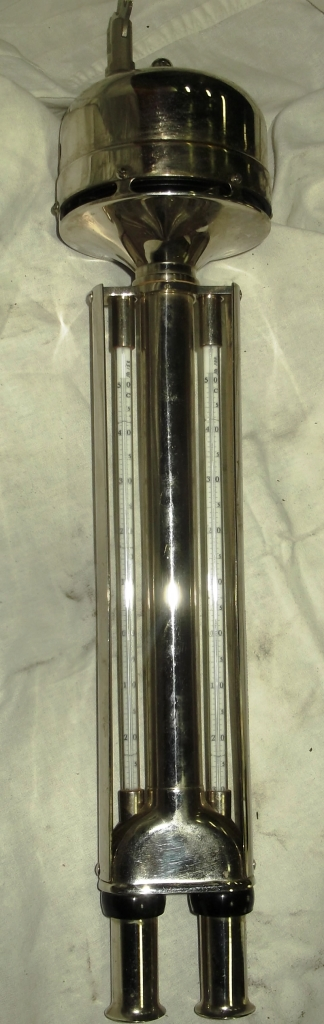
Аспирационный психрометр Ассмана 1955 г.в.

Аспирационный психрометр Ассмана — предназначен для измерения относительной влажности и температуры воздуха в наземных условиях. Измерение влажности основано на измерении температуры воздуха и температуры «смоченного» термометра с целью последующего вычисления по психрометрическим таблицам параметров влажности воздуха.
Психрометр используется на открытом воздухе и в помещении (например в библиотеках).
Психрометр применяется в гидрометеослужбе, научных и учебных лабораториях, а также для иных нужд народного хозяйства и для поставки на экспорт.

## Устройство
Психрометр имеет два одинаковых ртутных термометра, закреплённых в термодержателе, состоящим из трубок защиты, аспирационной чашки, воздухопроводной трубки и термозащиты.
Резервуары термометра помещены в трубки защиты с воздушным зазором между ними. Их назначение — предохранять резервуары термометров от теплового излучения, в том числе и солнечного. Для этого, наружная поверхность трубок полируется и никелируется. Сами трубки изолированы друг от друга теплоизолирующими шайбами.
Трубки защиты соединены аспирационной чашкой с воздуховодной трубкой, на верхнем конце которой укреплена аспирационная головка. Пружина механизма, вращающего крыльчатку вентилятора (гнутая, из жести), заводится ключом вращением по часовой стрелке. Вращающий механизм также имеет окошко для определения степени «взведённости» пружины. Термометры защищены с боков термозащитами, предохраняющими их и от механических повреждений. К психрометру прилагается ветровая защита, крюк для подвешивания и пипетка с резиновым баллоном для дистиллированной воды. На метеоплощадках крюк крепится горизонтально к деревянному столбу.
Хранится и переносится прибор с принадлежностями в специальном футляре.

## Принцип работы

Схема показывающая принцип работы психрометра. Справа расположен «мокрый» термометр.

Принцип работы прибора основан на зависимости разности показаний сухого и смоченного термометров от влажности окружающего воздуха. Чем ближе содержание паров воды в воздухе к состоянию полного насыщения, тем медленнее идёт испарение воды с фитилька, обмотанного вокруг ртутного баллончика традиционно правого, смоченного термометра. При этом охлаждающий эффект испарения уменьшается и разность показаний сухого и смоченного термометров уменьшается. При относительной влажности 100 % — полное насыщение, испарение не происходит и, оба градусника показывают одинаковую температуру.
Перед началом измерений, резервуар правого термометра, обёрнутого батистовой салфеткой, смачивается чистой дистиллированной водой при помощи резинового баллона с пипеткой.
Вращающийся в аспирационной головке вентилятор, всасывает воздух с постоянной скоростью около 2 м/с в психрометр и он, обтекая резервуары термометров, проходит по воздухопроводной трубке к вентилятору и выбрасывается им наружу через прорези в аспирационной головке. При этом сухой термометр показывает температуру окружающего воздуха, а показания смоченного термометра будут меньше сухого адекватно охлаждающему действию испарения воды с батистовой салфетки. Чем суше воздух, тем интенсивнее испарение, а значит больше разность показаний. По этой разности и рассчитывается относительная влажность. На практике относительная влажность определяется по психрометрической таблице или психрометрическому графику.

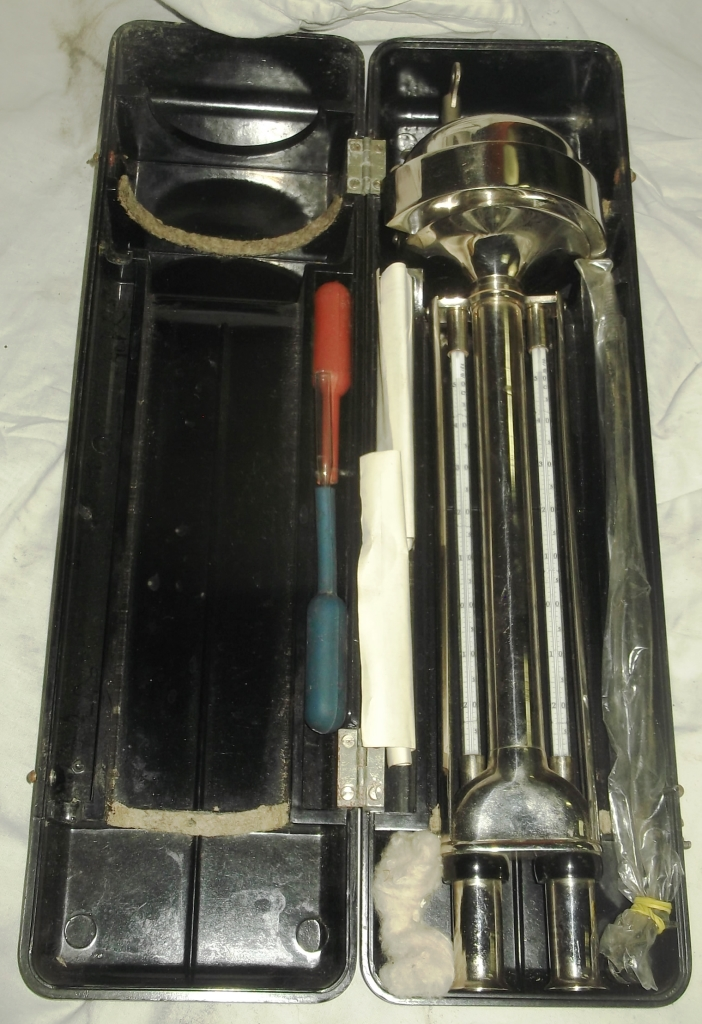
Психрометр аспирационный в ящике

При положительной температуре воздуха аспирационный психрометр — наиболее надёжный прибор для измерения температуры и влажности воздуха. При отрицательных температурах его использование для определения влажности воздуха невозможно из-за естественного замерзания воды и он может использоваться только как термометр(http://spargalki.ru/veterinaria/84-zoogigiena.html?start=4).

## Технические характеристики
(на примере аспирационного психрометра МВ-4М)
Диапазон измерения относительной влажности воздуха — 10 — 100 % (при температуре от +50С до +400С);
Диапазон измерения температуры воздуха — от −250С до +500С;
Погрешность в зависимости от температуры от ±2 до +6 %;
Скорость воздушного потока (аспирация):
2,0 м/с (на 4-й минуте);
1,7 м/с (на 6-й минуте);
Время раскручивания пружины — не менее 8 мин;
Материал корпуса — металл никелированный.